# Blaesoxipha brazil
Blaesoxipha brazil är en tvåvingeart som beskrevs av Thomas Pape 1994. Blaesoxipha brazil ingår i släktet Blaesoxipha och familjen köttflugor. Inga underarter finns listade i Catalogue of Life.